# Pseudacaromenes
Pseudacaromenes är ett släkte av steklar. Pseudacaromenes ingår i familjen Eumenidae.
Kladogram enligt Catalogue of Life:
| Pseudacaromenes | \| \| Pseudacaromenes alfkeni \| \| \| \| \| \| Pseudacaromenes johnsoni \| \| \| \| |
|                 | \| \| Pseudacaromenes alfkeni \| \| \| \| \| \| Pseudacaromenes johnsoni \| \| \| \| |
|                 | Pseudacaromenes alfkeni                                                              |
|                 |                                                                                      |
|                 | Pseudacaromenes johnsoni                                                             |
|                 |                                                                                      |